# Azja (prowincja rzymska)
Azja (łac. Asia) – prowincja rzymska obejmująca zachodnią część półwyspu Azja Mniejsza.

## Historia
Tereny obejmujące późniejszą prowincję Azja zostały zapisane republice rzymskiej w 133 p.n.e. w testamencie ostatniego władcy Pergamonu – Attalosa III. W 88 p.n.e. tereny zostały zajęte przez Mitrydatesa VI toczącego wojnę z Rzymem. Władca Pontu nakazał masakrę wszystkich Rzymian (znienawidzonych przez miejscową ludność z powodu wysokich obciążeń podatkowych w prowincji) przebywających wtedy w prowincji. Mitrydates został wyparty z Azji przez Sullę. Prowincja bardzo ucierpiała podczas najazdów Gotów w III wieku n.e. Później była częścią Cesarstwa Bizantyńskiego.

## Najważniejsze miasta
- Efez
- Pergamon
- Smyrna